# Salam Jaya
Salam Jaya is een bestuurslaag in het regentschap Purwakarta van de provincie West-Java, Indonesië. Salam Jaya telt 2414 inwoners (volkstelling 2010).